# Військові облігації

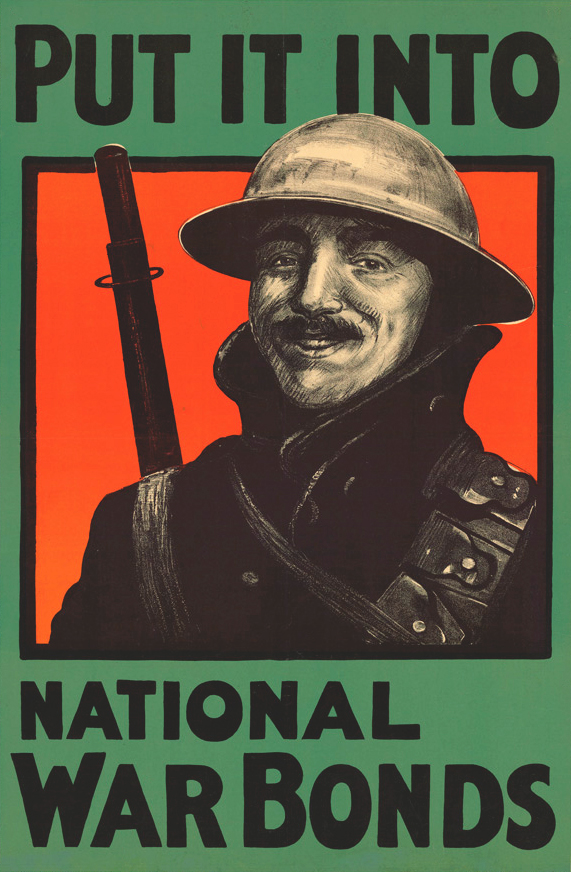
Велика Британія — «Вкладай у національні Військові Облігації»

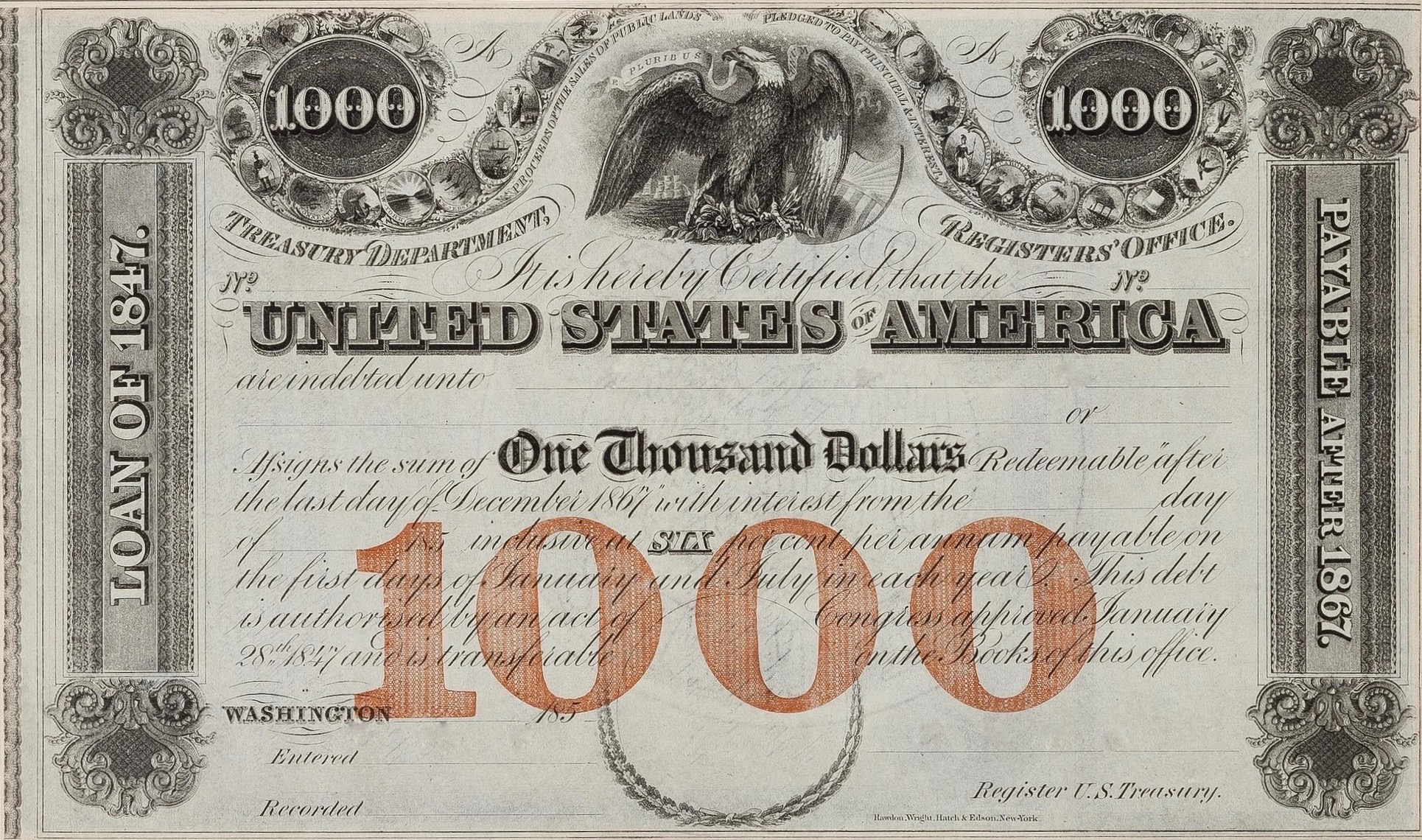
США — позика на Американо-мексиканську війну, 1847

Австро-Угорщина — «І ви громадяни, вступайте в бій. Підпишіть 7-у військову позику», 1917

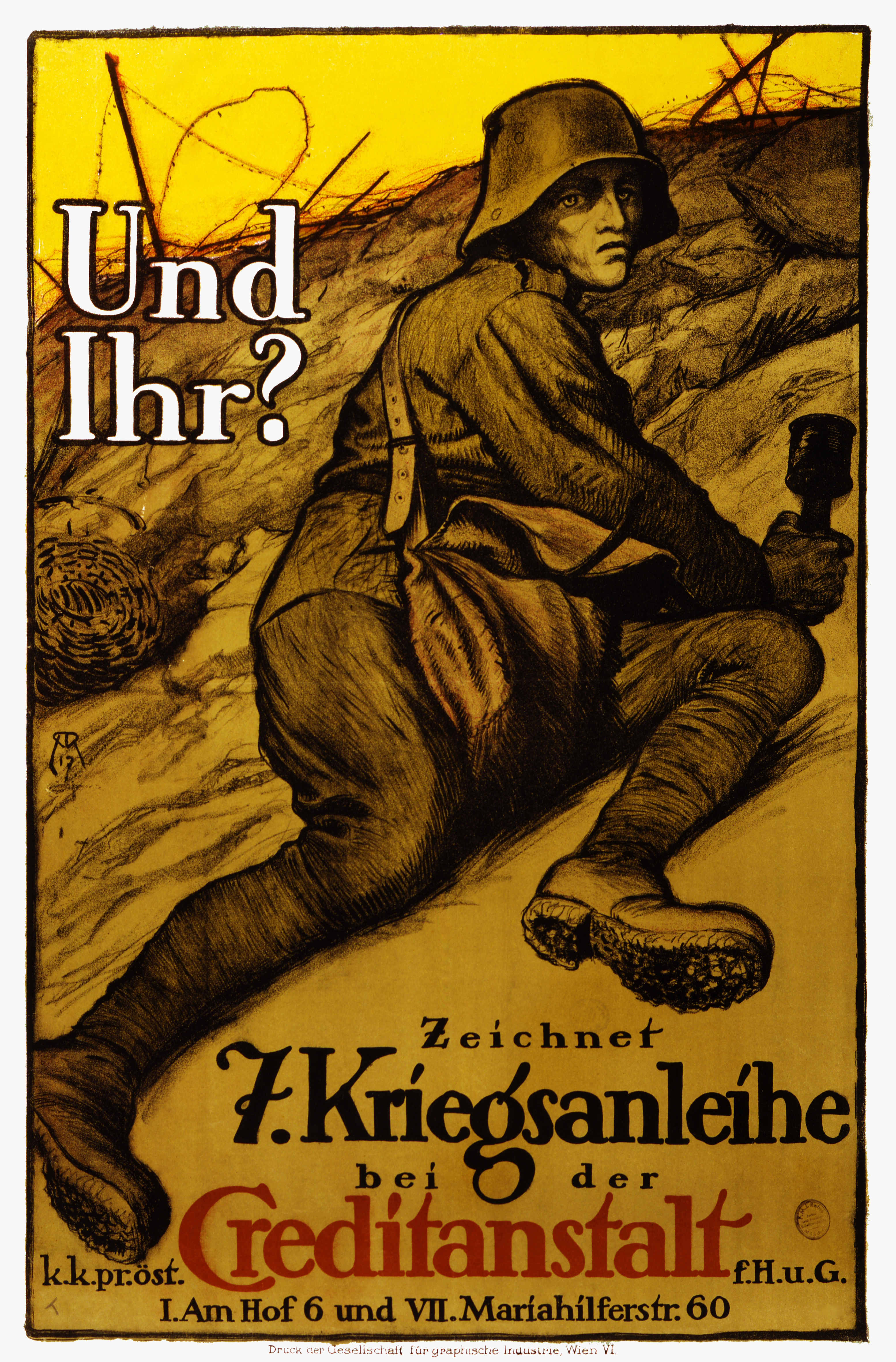
Австро-Угорщина — «А ви? Підпишіться на 7-у військову позику в банку Creditanstalt», листопад 1917

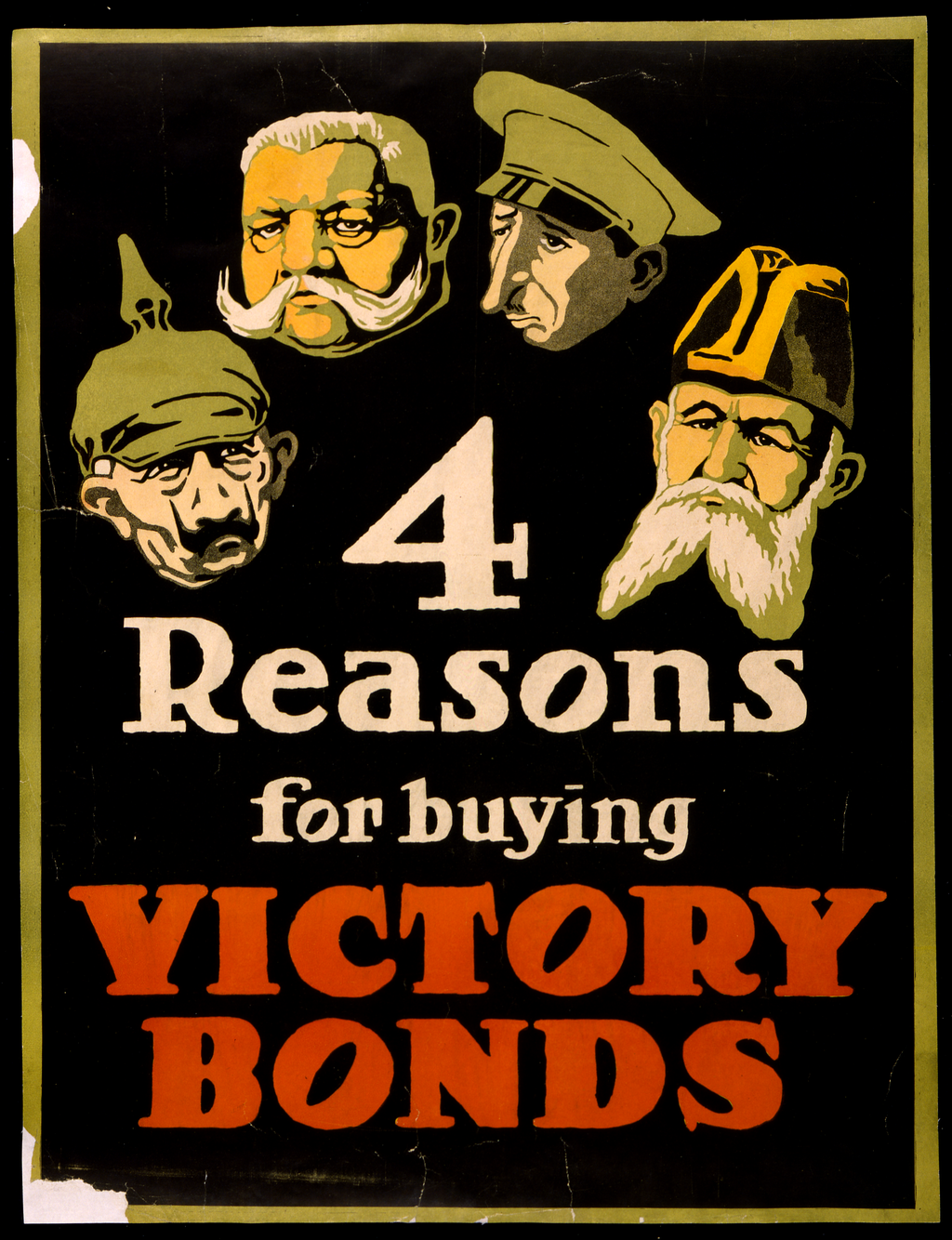
Канада — «4 причини купувати облігації перемоги», 1917

Військові облігації — позикові цінні папери, випущені урядом з метою фінансування військових операцій під час війни. Такі облігації сприяють накопиченню коштів на ведення війни і водночас дають можливість громадянам країни усвідомити свою причетність до військових дій. Також ця система використовується як засіб боротьби з інфляцією, оскільки гроші вилучаються з обігу до кінця війни. Заклики купити воєнні облігації часто звертаються до совісті та патріотизму громадян. Уряд випускає облігації, ціна яких, як правило, нижча за ринкову, і які ранжуються в широкому ціновому різновиді, що робить їх доступними для всіх громадян.

## До Першої світової війни
Урядам всіх країн завжди і скрізь потрібні були засоби для утримання армії під час війни. Зазвичай вони укладали угоди з окремими багатими людьми, такими як Якоб Фуггер і Майєр Ротшильд, але подібні угоди не відрізнялися від звичайного боргу, що можна було б зробити і в мирний час. Раніше термін «воєнна облігація» означав $11 млн, використаних Конгресом США в Законі від 14 березня 1812 для фінансування війни з Наполеоном Бонапартом, але цей закон не поширювався на широку громадськість. Можливо, найстарішими військовими облігаціями, які ще цінуються, є Британські Консолі, деякі з яких — результат рефінансування боргів часів наполеонівських війн.
Джей Кук був першим, хто почав продавати облігації громадськості, звертаючись до почуття патріотизму громадян. З 1862 до 1864 року через посередників він продав воєнні облігації на суму $500 на підтримку Союзу під час Американської громадянської війни. Воєнні облігації були використані як Союзом, і урядом Конфедеративних Штатів Америки з метою збільшення коштів на ведення війни. 62 % своїх військових сил Союз фінансував за допомогою облігацій .

## Перша світова війна

### Австро-Угорщина
Уряд Австро-Угорщини з перших днів Першої світової війни розумів, що не зможе розраховувати на можливості своєї банківської системи для покриття витрат на війну. Тоді вони провели політику фінансування війни за зразком Німеччини: у листопаді 1914 року було продано першу облігацію. Як і в Німеччині, австро-угорські кредити видавалися за раніше розробленим планом кожні півроку в листопаді та травні. Ставка першої австрійської облігації мала 5 % і видавалася на п'ятирічний термін. Найдешевша облігація коштувала 100 крон.
У 1919 році Угорщина видавала кредити окремо від Австрії у вигляді акцій, які дозволили абоненту вимагати повернення грошей через рік. Відсоткова ставка була встановлена на рівні шести відсотків, а найменша облігація коштувала 50 крон. Підписка на перший австрійський випуск облігацій склав $ 440,2 млн; тобто перша угорська облігація була еквівалентна $235 млн.
Діти також були залучені до покупки облігацій у межах шкіл. Спочатку, діти просто не могли купити найменшу облігацію з усіх у 100 крон тому з третім випуском облігацій у 1915 році з'явилося нове правило, згідно з яким діти віддавали грошей стільки, скільки могли, а залишок від 100 крон покривали банки. Ця система успішно увійшла в життя, вона також сприяла виявленню коштів у суспільства і заохочувала лояльність молоді до держави та її майбутнього. Понад 13 мільйонів крон було зібрано за час трьох розпродажів «дитячих облігацій».

### Канада
Канада була залучена в Першу світову війну з 1914 року, коли почали випускатися облігації, які після 1917 стали називати «облігації перемоги». Перші облігації видавалися вже листопаді 1915 року, але доти, поки під час четвертої кампанії листопаді 1917 року не випустили «облігації перемоги». Перша «облігація перемоги» являла собою  5,5%-ву облігацію на 5, 10 і 20 років (деякі з них були приблизно на $50), і вона швидко окупилася, зібравши $398 млн або $50 у середньому на жителя. Другий і Третій випуски «облігацій перемоги» відбулись у 1918 та 1919 роках, принісши ще $1,34 млрд. Для тих, хто не міг купити облігації, уряд випустив спеціальні Військові ощадні книжки.

### Німеччина
На відміну від Франції та Британії, на початок Першої світової війни Німеччина була фактично ізольована від міжнародних фінансових ринків. Це стало особливо помітно після провальної спроби взяття великої позики на Волл-стріт у 1914 році. Таким чином, Німеччина могла задовольнятися лише внутрішніми позиками, що закріплювалися за кредитними документами, які випускав Рейхстаг. Здебільшого це були громадські військові облігаці (Крігсанляйге).
За весь час війни відбулось дев'ять випусків облігацій з інтервалом у шість місяців, як і в Австро-Угорщині. Безпосередньо процес продажу облігацій займав кілька тижнів, він супроводжувався масовою агітацією у всіх можливих ЗМІ. Дохід від більшості облігацій становив п'ять відсотків. Облігації були погашені за десять років через піврічні виплати. Як і в інших країнах, у Німеччині купівля облігації приватною особою показувала його патріотизм. Облігації часто поширювалися через різні банки, поштові відділення та інші фінансові інститути.

### Велика Британія
В серпні 1914 року золотовалютні резерви Банку Англії (і майже всієї банківської системи Великої Британії ) становили дев'ять мільйонів фунтів стерлінгів (на той час £1 = US$4.85). Банки побоювалися оголошення війни, оскільки це могло спричинити масове вилучення банківських вкладів, отже скарбник Девід Ллойд Джордж збільшив серпневі Банківські канікули до трьох днів, щоб виграти час прийняття Закону про Банки і Валюти, цим покидаючи золотий стандарт. Згідно з цим законом, державна скрабниця випустила 300 млн фунтів стерлінгів без підтримки золотом, якими банки могли б погасити свої зобов'язання. Провідний банкір Волтер Ліф назвав цю емісію «безвідсотковою військовою позикою на необмежений термін, і таким чином дуже дохідною, з погляду уряду, операцією». 
Перша відсоткова військова позика була випущена в листопаді 1914 року за ставкою 3,5 %, погашалася за номінальною вартістю в 1925-28, і принесла £332 500 000 (£ 350 млн номінальною вартістю, як позика була видана з 5%-ною знижкою).

## Друга світова війна

### СРСР
Перша військова позика в СРСР випустилась навесні 1942 року. Формально купівля військових облігацій була справою добровільною, але фактично мала примусовий характер. При цьому, на відміну від довоєнних позик, військові облігації не приймалися у заставу з позик населення в ощадкасах. Починаючи з 1942 року робітники та службовці щорічно підписувалися на суму, рівну їхньому місячному заробітку, яку мали виплатити протягом десяти місяців. Це був обов'язковий мінімум, нижче за який не можна було опускатися. А стаханівців і високооплачуваних робітників начальство взагалі спонукало підписуватися на півтора або навіть два оклади. Офіцери Червоної Армії підписувалися на 170 % від місячного окладу, а генерали – на 200 %. Віталося одноразове внесення всієї суми або більшої її частини готівкою. Утримання за підпискою робилися щомісяця. В результаті питома вага коштів від позик у доходах державного бюджету в роки війни склала близько 10 %.

## Сучасна Україна
Після початку російського вторгнення 25 лютого 2022 року Кабмін ухвалив рішення про випуск військових облігацій на суму в 400 млрд гривень, щоб фінансувати оборонні видатки. 
У 2022 році НКЦПФР запустила проєкт "Внесок", який спільно з Міністерством цифрової трансформації України, Міністерством фінансів України, Національним банком України та Укрзалізницею було реалізовано також на сервісі "Дія".
Станом на червень 2022 року Україна продала військових облігацій на 100 мільярдів гривень. 
25 жовтня Міністр цифрової трансформації М. Федоров повідомив, що за 3 тижні в ДІЇ українці купили військових облігацій на 70 мільйонів гривень, а станом на січень - 250 млн, на березень — 500 мільонів.   
1 грудня 2023 року Міністр цифрової трансформації України  Михайло Федоров повідомив, що українці, які придбали військові облігації у «Дії», отримали вже понад 44,8 млн гривень прибутку.
На початку січня 2025 року Міністр цифрової трансформації України Михайло Федоров повідомив, що у застосунок «Дія» додано ще дві нові військові облігації – облігації «Вугледар» та «Скадовськ», метою яких є допомога війську та державі з вигодою для себе.